# پیوند قرنیه

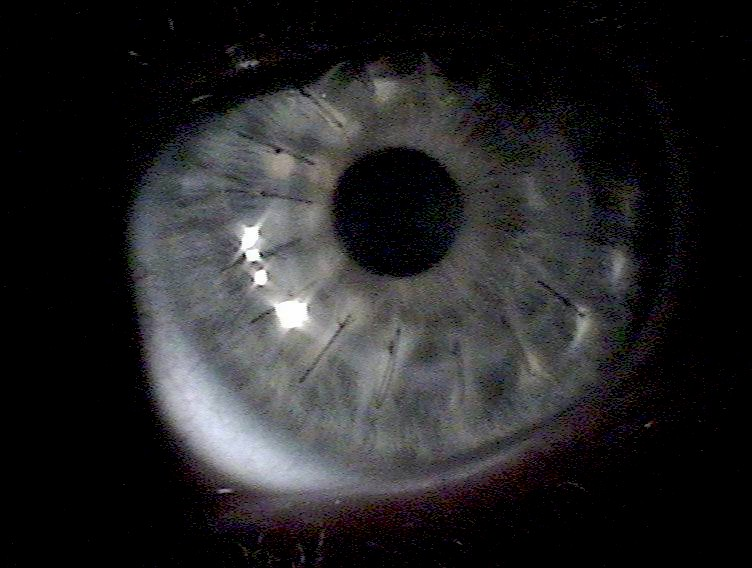
پیوند قرنیه یک هفته بعد از عمل

پیوند قرنیه یا در اصلاح پزشکی کراتوپلاستی یک عمل جراحی است که در آن قرنیه آسیب دیده بیمار با یک قرنیه اهدایی دیگر به جای یک بخش یا کل قرنیه جایگزین می‌شود. قرنیه پیوندی از یک فرد درگذشته (جسد یا مرگ مغزی) برداشته می‌شود که هیچ گونه بیماری شناخته شده یا شاخص‌های دیگری که موجب پس زدن پیوند توسط فرد گیرنده و به خطر انداختن سلامتی وی می‌شود نداشته باشد. قرنیه بخش شفاف جلوی چشم است که اجازه ورود نور به داخل چشم را می‌دهد. این جراحی توسط چشم پزشک فوق تخصص پیوند قرنیه و تحت بی‌هوشی عمومی انجام می‌گیرد. در موارد خاصی که منع بی‌هوشی عمومی وجود داشته باشد، بی‌حسی به صورت موضعی به همراه تزریق آرام‌بخش و خواب‌آور نیز قابل انجام است.

## مواردی که در آن پیوند قرنیه صورت می‌گیرد
موارد مصرف برای پیوند قرنیه شامل موارد زیر است:
- چشمی: جایگزین کردن قرنیه شفاف با قرنیه کدر و مات بیمار که ممکن است بر اثر بیماری‌های چون قوز قرنیه، دژنراسیون قرنیه و دلایلی دیگر مانند التهاب و زخمی شدن و کدورت قرنیه به وجود آمده باشند.
- ترمیمی: برای حفظ آناتومی قرنیه و یکپارچگی آن در بیماران مبتلا به نازک شدن قرنیه یا برای بازسازی آناتومی چشم، به عنوان مثال بعد از سوراخ شدن قرنیه.
- درمان: برای برداشتن قرنیه ملتهب که به درمان با آنتی‌بیوتیک یا داروهای ضدویروس پاسخ نداده است.
- زیبایی: برای برداشتن و بهبود ظاهر بیمارانی که دارای قرنیه زخمی هستند که زخم رنگ مات یا سفید به قرنیه آن‌ها داده شده‌است.

## اهدا کنندگان نامناسب
افرادی که دارای مشکلات زیر باشند توانایی اهدای قرنیه خود را ندارند:
- مرگ با دلیل نامعلوم
- بیماری کروتزوفلد-جاکوب
- ایدز
- هپاتیت
- عفونت‌های سیستماتیک
- ریتینوبلاستوما
- تومورهای بدخیم سگمان قدامی
- اسکار قرنیه
- سابقه جراحی قبلی
- بیماری که خود تحت جراحی قرنیه قرار گرفته‌است.

## انواع
در پیوند قرنیه از دو نوع گرافت (برداشت) استفاده می‌شود:
1. گرافت تمام ضخامت (Full-thickness graft):

رایج‌ترین نوع گرافت در این عمل جراحی می‌باشد که در آن از تمام ضخامت قرنیه برای پیوند استفاده می‌شود. به این نوع پیوند کراتوپلاستی نفوذی (Penetrating keratopalsty) یا به اختصار Pk نیز گفته می‌شود.
1. گرافت با ضخامت ناکامل (Partial-thickness or Lamellar graft):

در این نوع پیوند فقط از لایه‌های فوقانی قرنیه جهت یوند استفاده می‌شود. به این نوع از پیوند کراتوپلاستی لایه‌ای (Lamellar keratoplasty) یا به اختصار LK گفته می‌شود.

## مراحل عمل جراحی

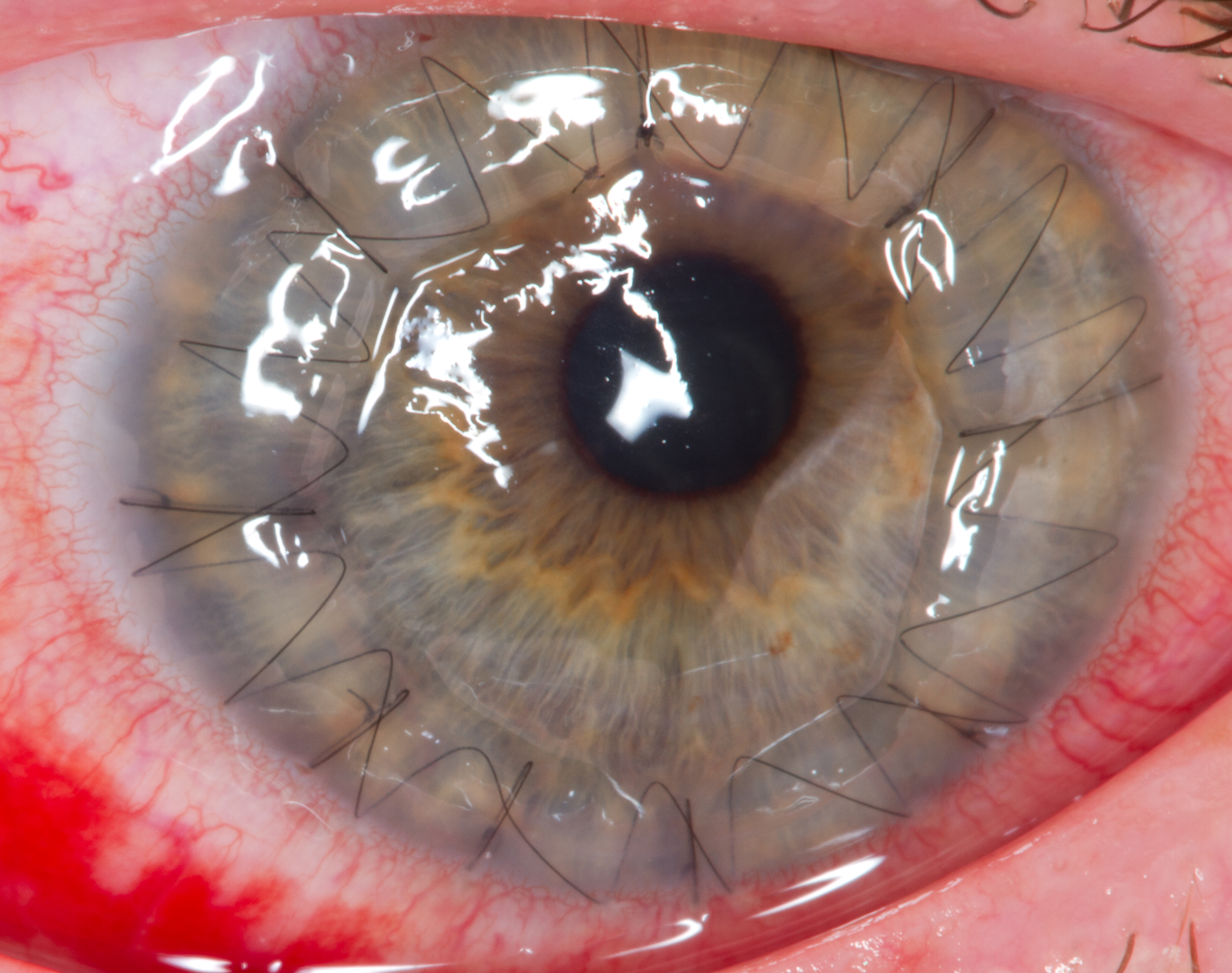
پیوند قرنیه

پلک توسط بلفاروست کنار زده می‌شود. در محل اتصال عضلات رکتوس تحتانی و فوقانی به چشم بخیه‌های تراکشن از جنس نخ سیلک زده می‌شود و توسط موسکیتو به شان‌ها ثابت می‌شود.
در کراتوپلاستی نفوذی، قسمت مرکزی قرنیه توسط وسیله‌ای به نام ترفین برش داده می‌شود و از قیچی کاتزین یا الماسی برای خارج کردن قطعه بریده شده کمک گرفته می‌شود.
سپس گرفت توسط نخ بخیه نایلون ۱۰٫۰ یا ۱۱٫۰ در جای قرنیه حذف شده ثابت می‌شود. این بخیه‌ها باید چیزی در حدود ۱۲ تا ۱۸ماه بر روی چشم بیمار باقی بماند.
در انتهای عمل از قطره آنتی بیوتیک برای ضدعفونی کردن چشم نیز بهره برده می‌شود و سپس چشم پانسمان می‌شود.